# Mariano Moreno García
Mariano Moreno García (25. března 1865, Miraflores de la Sierra, Madridská komunita – 17. prosince 1925, Madrid) byl španělský fotograf.

## Životopis

### Morenův archiv
Morenův archiv (Archivo Moreno) vytvořili v letech 1893 až 1954 Mariano Moreno a jeho syn Vicente Moreno Díaz (Madrid, 1894-1954). Ve své době nesl název Archiv španělského umění (Archivo de Arte Español). Jedná se o jeden z nejdůležitějších fotografických archivů španělského kulturního dědictví ve Španělsku. Práce obou fotografů se vyznačuje vysokou technickou kvalitou, která spolu s estetickou citlivostí dodává snímkům určitou uměleckou hodnotu. Archiv má více než 60 000 fotografických desek různých formátů a nosičů (sklo, plast), které reprodukují umělecká díla a památky z celého Španělska, přesněji z Madridu. Archiv se nachází v prostorách Institutu kulturního dědictví Španělska.